# Episodi di Pinky and the Brain (quarta stagione)
La quarta stagione della serie  animata Pinky and the Brain è andata in onda dal 14 settembre al 14 novembre 1998.
| nº | Titolo originale                          | Titolo italiano                                        | Prima TV USA      | Prima TV Italia |
| -- | ----------------------------------------- | ------------------------------------------------------ | ----------------- | --------------- |
| 1  | Brainwashed Part 1: Brain, Brain, Go Away | Il lavaggio del cervello Parte 1: Prof, Prof vai via   | 14 settembre 1998 |                 |
| 2  | Brainwashed Part 2: I Am Not a Hat        | Il lavaggio del cervello Parte 2: Non sono un cappello | 15 settembre 1998 |                 |
| 3  | Brainwashed Part 3: Wash Harder           | Il lavaggio del cervello Parte 3: Lava con più energia | 16 settembre 1998 |                 |
| 4  | To Russia with Lab Mice                   | In Russia con i topi da laboratorio                    | 21 settembre 1998 |                 |
| 4  | Hickory Dickory Bonk                      | Tic-toc tacchete                                       | 21 settembre 1998 |                 |
| 5  | The Pinky and the Brain Reunion Special   | Lo speciale per la riunione di Prof e Mignolo          | 25 settembre 1998 |                 |
| 6  | A Legendary Tail                          | Un eroe popolare                                       | 28 settembre 1998 |                 |
| 6  | Project B.R.A.I.N.                        | Progetto P.R.O.F.                                      | 28 settembre 1998 |                 |
| 7  | Star Warners                              | Star Warners                                           | 14 novembre 1998  |                 |